# Phaffans
Phaffans és un municipi francès situat al departament del Territori de Belfort i a la regió de Borgonya - Franc Comtat. L'any 2007 tenia 336 habitants.

## Demografia

### Població
El 2007 la població de fet de Phaffans era de 336 persones. Hi havia 130 famílies de les quals 26 eren unipersonals (13 homes vivint sols i 13 dones vivint soles), 46 parelles sense fills, 50 parelles amb fills i 8 famílies monoparentals amb fills.
La població ha evolucionat segons el següent gràfic:
Habitants censats

### Habitatges
El 2007 hi havia 136 habitatges, 132 eren l'habitatge principal de la família, 1 era una segona residència i 3 estaven desocupats. 130 eren cases i 6 eren apartaments. Dels 132 habitatges principals, 117 estaven ocupats pels seus propietaris, 9 estaven llogats i ocupats pels llogaters i 5 estaven cedits a títol gratuït; 1 tenia dues cambres, 4 en tenien tres, 28 en tenien quatre i 98 en tenien cinc o més. 115 habitatges disposaven pel capbaix d'una plaça de pàrquing. A 61 habitatges hi havia un automòbil i a 62 n'hi havia dos o més.

### Piràmide de població
La piràmide de població per edats i sexe el 2009 era:
| Homes | Edats   | Dones |
| ----- | ------- | ----- |
| 0     | 95 o +  | 0     |
| 0     | 90 a 94 | 0     |
| 0     | 85 a 89 | 8     |
| 0     | 80 a 84 | 4     |
| 4     | 75 a 79 | 4     |
| 0     | 70 a 74 | 4     |
| 8     | 65 a 69 | 0     |
| 8     | 60 a 64 | 20    |
| 20    | 55 a 59 | 20    |
| 24    | 50 a 54 | 20    |
| 16    | 45 a 49 | 20    |
| 12    | 40 a 44 | 0     |
| 4     | 35 a 39 | 8     |
| 16    | 30 a 34 | 8     |
| 8     | 25 a 29 | 4     |
| 0     | 20 a 24 | 4     |
| 12    | 15 a 19 | 4     |
| 12    | 10 a 14 | 8     |
| 28    | 5 a 9   | 0     |
| 4     | 0 a 4   | 4     |

## Economia
El 2007 la població en edat de treballar era de 211 persones, 140 eren actives i 71 eren inactives. De les 140 persones actives 132 estaven ocupades (73 homes i 59 dones) i 8 estaven aturades (2 homes i 6 dones). De les 71 persones inactives 29 estaven jubilades, 21 estaven estudiant i 21 estaven classificades com a «altres inactius».

### Ingressos
El 2009 a Phaffans hi havia 130 unitats fiscals que integraven 339,5 persones, la mediana anual d'ingressos fiscals per persona era de 19.866 €.

### Activitats econòmiques
Dels 8 establiments que hi havia el 2007, 1 era d'una empresa extractiva, 3 d'empreses de construcció, 1 d'una empresa d'hostatgeria i restauració, 2 d'empreses d'informació i comunicació i 1 d'una empresa de serveis.
Dels 5 establiments de servei als particulars que hi havia el 2009, 1 era un paleta, 1 guixaire pintor, 2 fusteries i 1 restaurant.
L'any 2000 a Phaffans hi havia 6 explotacions agrícoles.

## Equipaments sanitaris i escolars
El 2009 hi havia 1 escola maternal i 1 escola elemental integrada dins d'un grup escolar amb les comunes properes formant una escola dispersa.

## Poblacions més properes
El següent diagrama mostra les poblacions més properes.